# Єгоровка-на-Медведиці
Єгоровка-на-Медведиці (рос. Егоровка-на-Медведице) — село у Руднянському районі Волгоградської області Російської Федерації.
Населення становить 47 осіб. Входить до складу муніципального утворення Руднянське міське поселення.

## Історія
Село розташоване у межах українського історичного та культурного регіону Жовтий Клин.
Згідно із законом від 21 грудня 2004 року № 968-ОД органом місцевого самоврядування є Руднянське міське поселення.

## Населення
| 2010 |
| ---- |
| 47   |